# Марфа
Ма́рфа (рус. дореф. Марѳа) — женское русское личное имя, из греческого Martha, сирийское mara — «хозяйка, госпожа». Аналог в европейских языках — Ма́рта (лат. Martha).

## Происхождение имени
Имя известно из Нового Завета; так звали одну из сестёр праведного Лазаря, в доме которых останавливался Иисус Христос. По Священному Преданию Марфа и её сестра Мария стали одними из жён-мироносиц, пришедших умастить благовониями тело Иисуса Христа во гробе. Из других раннехристианских святых почитались мученица Марфа Персиянка, казнённая вместе с мужем Марином во времена гонений на христиан при императоре Клавдии II (III век), преподобная Марфа Каппадокийская, мать Симеона Столпника (VI век) и другие.

## Частотность имени
Имя Марфа относится к числу женских имён, получивших на Руси довольно широкое распространение ещё в Средневековье. Во второй половине XVIII века, по сведениям В. А. Никонова, имя было преимущественно крестьянским и купеческим; в дворянской среде встречалось заметно реже. Так, частотность имени среди крестьянок колебалась от 30 % (в удельных сёлах Подмосковья) до 38 % (Козельский уезд); у коломенских купчих частотность имени составляла 34, у московских — 26 %; у дворянок же она не превышала 5 %. В дальнейшем в течение XIX века популярность имени снижалась, однако в конце века оно ещё отмечалось в числе распространённых имён. Одновременно оно обретало статус имени простонародного.
После Октябрьской революции имя Марфа, ассоциировавшееся со старыми порядками и косной деревенской жизнью, полностью вышло из употребления. Подсчёты В. А. Никонова частотности имён в 1961 году, охватившие 7 областных центров и 10 областей центральной России, не выявили ни единого случая наречения этим именем. Оно также отсутствует в статистических сведениях наречений именами новорождённых в Ленинграде, собранных за несколько десятилетий (с 1920-х по 1980-е) А. В. Суперанской и А. В. Сусловой, что позволило им отнести имя Марфа к категории редчайших русских личных имён.

## Именины
Православные именины (даты приводятся по григорианскому календарю):
19 февраля, 16 марта, 12 апреля, 25 апреля, 26 апреля, 17 июня, 22 июня, 17 июля, 19 июля, 3 сентября, 14 сентября, 21 ноября
Католические именины: 19 января, 23 февраля, 29 июля, 20 октября.